# 남양주 불암사 괘불도
남양주 불암사 괘불도는 대한민국 경기도 남양주시, 불암사에 있는 불화이다. 2017년 6월 14일 경기도의 유형문화재 제315호로 지정되었다.

## 지정 이유
1895년에 왕명에 따라 제작된 불화로서 19세기 후반 경기도 불교 화단을 이끌었던 금곡연환이 수화승으로 참여하였다. 19세기 후반 수도권의 불화제작 경향과 그 시대의 표현기법 및 양식을 잘 보여준다.

## 같이 보기
- 불암사

## 참고 자료
- 남양주 불암사 괘불도 - 국가유산청 국가유산포털